# Die Reise zum Mittelpunkt der Erde (1989)
 Die Reise zum Mittelpunkt der Erde ist ein US-amerikanischer Abenteuerfilm aus dem Jahr 1989. Der Film basiert lose auf Jules Vernes' gleichnamigem Roman. Regie führte Albert Pyun. Es ist die Fortsetzung von Flucht aus Atlantis.

## Inhalt
Crystina wurde in London zum wiederholten Male als Kindermädchen entlassen, danach findet sie einen Job auf Hawaii. Der exzentrische Billy, ein ehemaliger Rockstar, engagiert sie als Betreuerin für seinen Hund. Durch unglückliche Umstände landet Crystina gemeinsam mit drei jugendlichen Geschwistern am Eingang zu einem Vulkan. Der Vulkan explodiert, und auf der Flucht entdecken die Vier die verlorene Stadt Atlantis, die im Mittelpunkt der Erde gelegen ist. Atlantis ist bewohnt und die Bewohner betrachten die Ankunft der Gruppe zusammen mit einer von der Oberfläche getrennten Besucherin, Wanda Saknussemm, als Invasion. Dies veranlasst die Atlanter, sich darauf vorzubereiten, auf die Oberfläche vorzudringen. Die Kinder, das Kindermädchen und Saknussemm müssen die Invasion stoppen und an die Oberfläche fliehen.

## Produktion
Die Produktion des Films wurde als problematisch eingestuft und eingestellt, als der Film etwa zur Hälfte fertiggestellt war. Zwei Jahre nach dem Ende der Dreharbeiten wurde Regisseur Albert Pyun beauftragt, den Film mit geringem Budget fertigzustellen. Pyun holte die Schauspielerin Kathy Ireland und er beschloss, den Film zu einer Art Fortsetzung von Flucht aus Atlantis zu machen.

## Kritik
Moria bemerkte, dass der Film ein Durcheinander ist. Der Versuch, eine Version des Verne-Buches für Teenager zu machen, hat außer der unterirdischen Umgebung wenig mit dem Buch zu tun. Creature Feature gab dem Film 1 von 5 Sternen und bezeichnete ihn als Chaos und etwas, das nur vage einem Spielfilm ähnelt.  Common Sense-Medien gaben an, dass die „Handlung des Films absurd und manchmal schwer zu verfolgen ist, das Schauspiel schlecht ist und der Film insgesamt sehr billig aussieht“, aber dass er für die meisten Kinder angemessen sei.